# Lex Licinia Pompeia
La Lex Pompeia Licinia fu proposta nel 55 a.C. dai consoli Gneo Pompeo Magno e Marco Licinio Crasso; essa prorogava per altri cinque anni il proconsolato in Gallia a Giulio Cesare, conferitogli dalla lex Vatinia del 59 a.C.
Sulla data di scadenza del nuovo mandato le fonti sono discordanti, ma opinione comune è che il termine fosse il 31 dicembre del 50 a.C. oppure il 1º marzo del 49 a.C.

## Gli accordi di Lucca
La legge fu approvata dai due consoli non appena furono eletti. I patti definiti fra i tre triumviri a Lucca nel 56 a.C. prevedevano per Cesare il rinnovo del mandato in Gallia e per Pompeo e Crasso una spartizione delle province e dei relativi eserciti, decretata dalla lex Trebonia: Crasso scelse la Siria e le zone limitrofe, desideroso di muovere guerra contro i Parti, nella convinzione che si trattasse di un'impresa facile e vantaggiosa sul piano economico; Pompeo ebbe le due Spagne e l'Africa, dove inviò «i suoi amici» (così riferisce Appiano) mentre egli restava a Roma.
Gli accordi di Lucca, che portarono dunque alla promulgazione della legge, furono ricercati da Cesare per eludere la possibilità che venissero eletti consoli dei suoi nemici. I pretori Caio Memmio e Lucio Domizio avevano infatti aperto un'inchiesta contro di lui e per quell'anno era candidato al consolato Lucio Domizio, il quale dichiarava apertamente di voler fare da console ciò che non era riuscito a fare da pretore e di voler togliere a Cesare l'esercito.
Il potere crescente di Cesare dava preoccupazioni e anche gli accordi tra i triumviri potevano essere giudicati illegittimi:
(Velleio Patercolo, II, 46, a cura di Renzo Nuti, Milano, 1997, Bur, p.159)
Anche Cicerone cercò di osteggiare i provvedimenti. Egli era preoccupato per il comportamento di Pompeo, giudicato sconsiderato e poco tenace; aveva temuto, in particolare, l'avvicinamento a Cesare. Cicerone cercò di convincere Pompeo a non prorogare a Cesare il comando in Gallia e di non permettere la votazione di una legge ad personam che grazie a una clausola permetteva, a Cesare soltanto, di candidarsi alle magistrature pur
non essendo presente a Roma.
(Cicerone, Ad Atticum, VIII, 3,3, trad. di Carlo Vitali, Bologna, 1960, Nicola Zanichelli Editore, p.89)
In effetti la lex Pompeia Licinia accrebbe notevolmente il potere di Cesare. Egli aumentò il numero delle legioni, alcune sostenute a sue spese. Da questo momento Cesare si lanciò in numerose e pericolose guerre, attaccando sia i nemici che gli alleati e costringendo il Senato ad inviare una commissione d'inchiesta in Gallia. Alcuni senatori volevano consegnarlo ai nemici, ma la sua popolarità cresceva e i suoi successi richiedevano suppliche agli dei a Roma più lunghe e frequenti che per qualsiasi altra campagna condotta dall'esercito romano.